# Zavod imeni Lichatsjova
Zavod imeni Lichatsjova (Russisch: Завод имени Лихачёва; "Lichatsjov-fabriek") of ZiL (ЗиЛ) was de oudste Russische fabrikant van vrachtwagens, bussen, militaire voertuigen en limousines. De onderneming was tot de opheffing in 2013 gevestigd in Moskou en was op het laatst voor 90% in eigendom van de Russische staat.
Opgericht in 1916 als AMO (voluit: Avtomobilnoje Moskovskoje Obsjtsjestvo; Russisch: Автомобильное Московское Общество; "Automobielmaatschappij van Moskou"), heette de fabriek van 1931 tot 1956 Zavod imeni Stalina (Russisch: Завод имени Сталина, "Stalinfabriek") of ZIS (ЗИС).

## Geschiedenis
De onderneming werd in 1916 door de industrieel Nikolai Alexandrovitsj Vtorov opgericht. Oorspronkelijk had het bedrijf vrachtwagens zullen produceren onder licentie van FIAT. Vanwege de Eerste Wereldoorlog was er echter geen zelfstandige productie mogelijk en beperkte het bedrijf zich tot de assemblage van bij FIAT ingekochte onderdelen. Een serieproductie kwam pas na de Oktoberrevolutie en de daaropvolgende Russische Burgeroorlog tot stand. Op 1 november 1924, in een tijd waarin er zeer veel vraag was naar kleine vrachtwagens, ging de AMO-F-15 in productie, een in licentie gebouwde FIAT F-15-vrachtwagen met een laadvermogen van 1,5 ton. AMO werd daarmee de eerste voertuigproducent van de Sovjet-Unie. In 1931 werd er een tweede type aan het assortiment toegevoegd: de AMO-2 met een laadvermogen van 2,5 ton.
In 1931 veranderde de fabriek haar naam naar Zavod imeni Stalina (ZiS), vernoemd naar Jozef Stalin. Met de destalinisatie kreeg de fabriek na het twintigste Partijcongres van de Communistische Partij van de Sovjet-Unie in 1956 de naam Zavod imeni Lichatsjova (ZiL). Ivan Alexejevitsj Lichatsjov was de voormalige directeur van de AMO- en ZIS-fabriek en politiek zo onbeladen dat de fabriek naar hem werd vernoemd.
Na het uiteenvallen van de Sovjet-Unie werd het vanaf dat moment Russische bedrijf in 1992 geprivatiseerd. Het uiteenvallen van de Sovjet-Unie leverde aanzienlijke problemen op voor ZiL. De verkoop van de verouderde voertuigen stortte in en nieuwe modellen kwamen nauwelijks tot stand. De fabriek, die was ontworpen voor de productie van 200.000 vrachtwagens per jaar, produceerde in 2001 nog maar 16.458 voertuigen, in 2005 nog 6954 en in 2012 nog slechts 985 stuks. Wanneer de officiële serieproductie precies eindigde is onduidelijk. In 2013 werden nog 95 auto's gebouwd, de laatste vrachtwagen verliet de fabriek (of de restanten daarvan) in 2016.
Al sinds ongeveer 2010 was het bedrijf begonnen apparatuur, materialen, machines en onderdelen te verkopen, om ondanks de grote schulden toch de lonen van de werknemers te kunnen betalen.
Het enorme fabrieksterrein in Moskou werd van 2012/13 tot 2015 grotendeels ontruimd en de fabrieksgebouwen werden gesloopt. De voormalige ZiL-locatie is inmiddels bebouwd met woon- en bedrijfsgebouwen.

## Productie

### Vrachtwagens en bussen

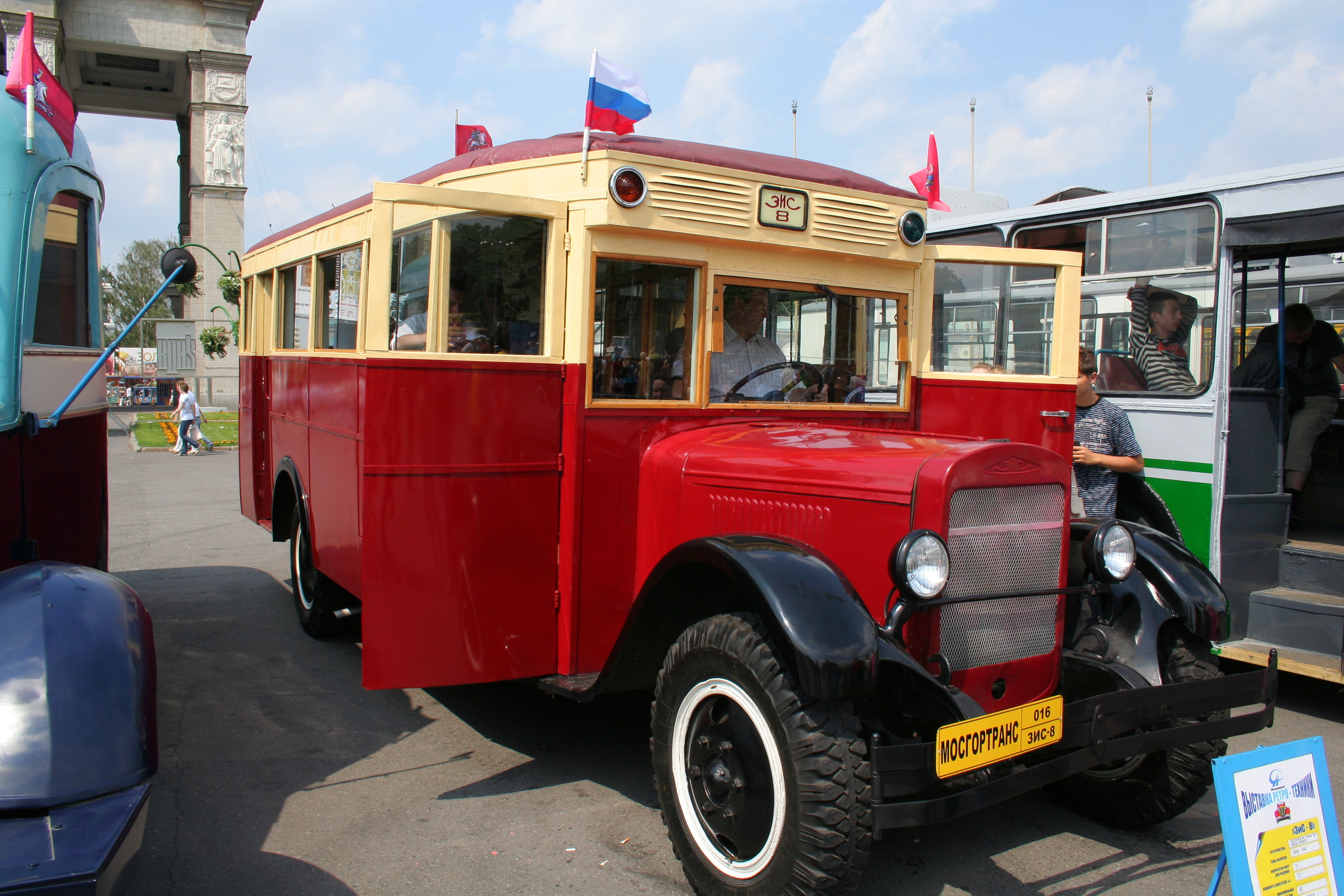
ZIS-8
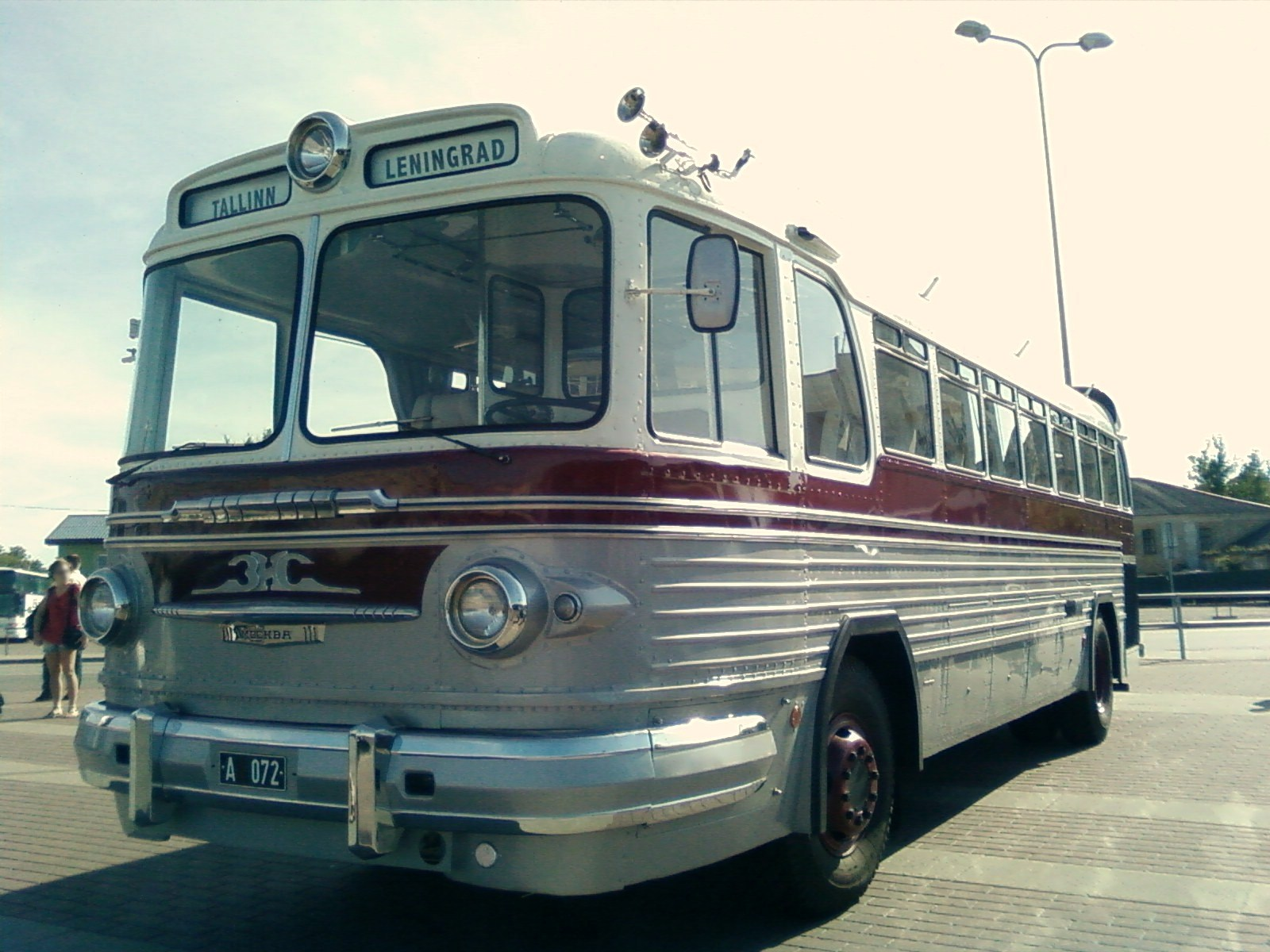
ZIS-127
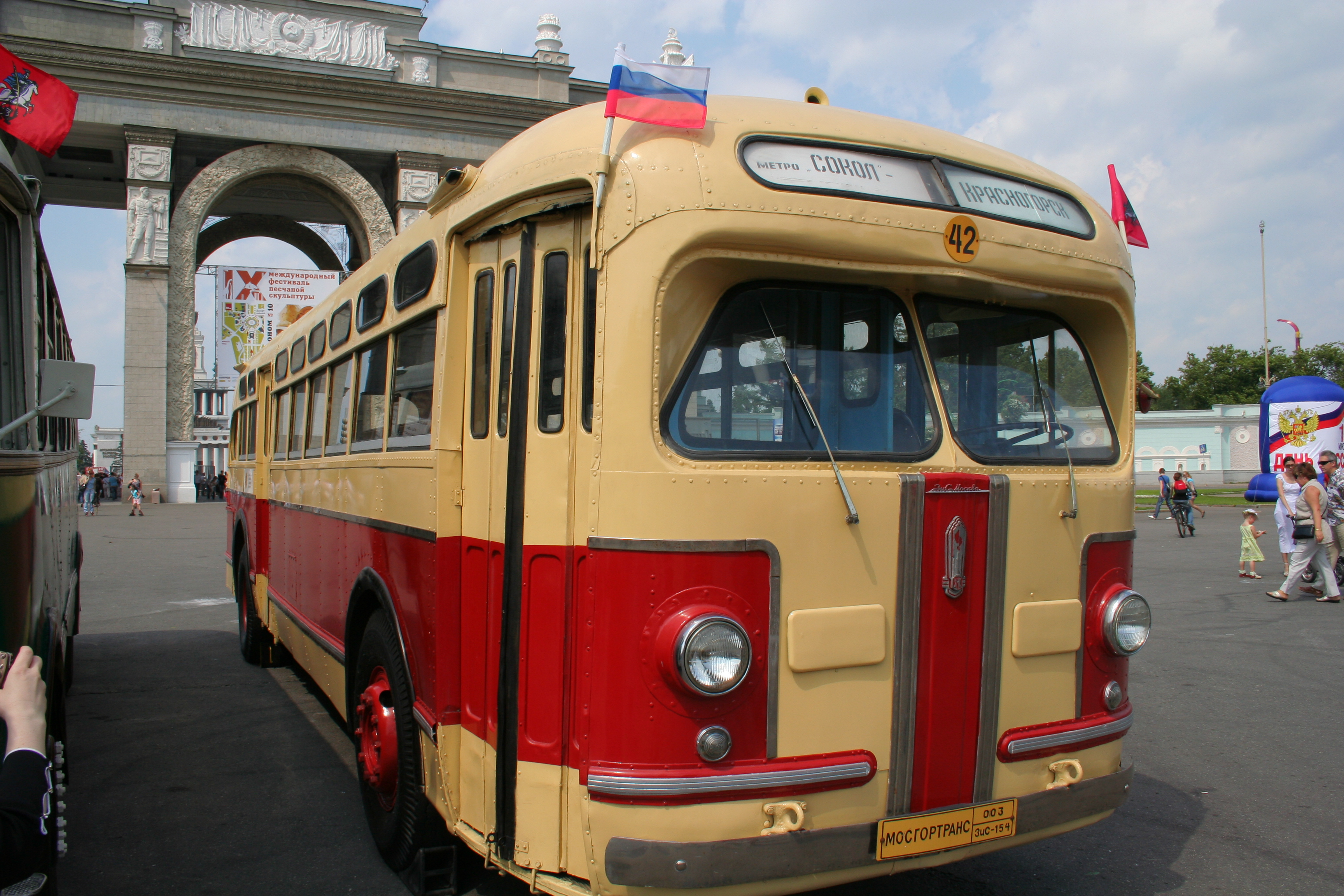
ZIS-154
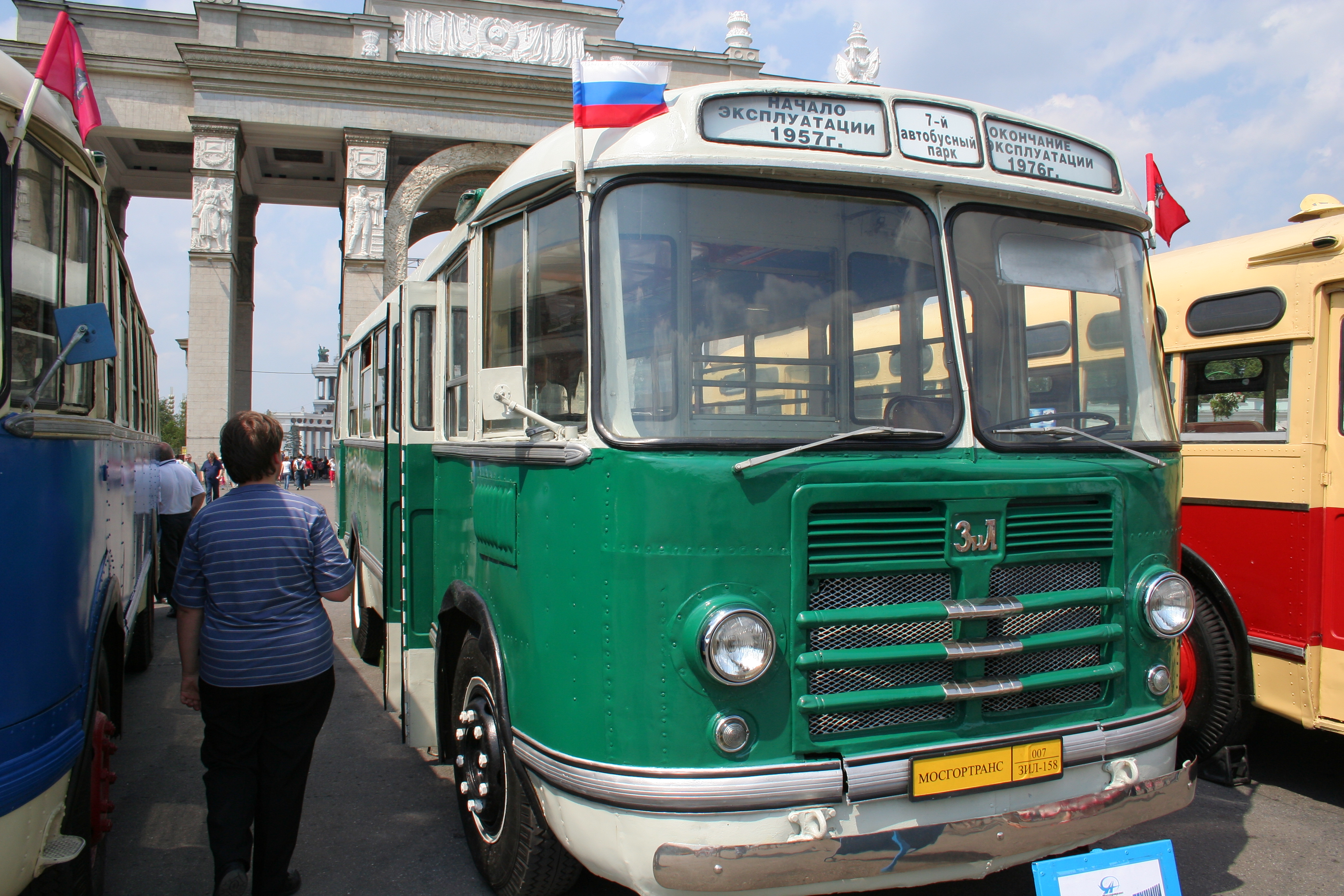
ZIL-158

Bij ZiL werden voornamelijk vrachtwagens en bussen gemaakt. De vrachtwagens werden tijdens het Sovjettijdperk ook onder licentie vervaardigd in Bulgarije en China. De Hongaarse busfabrikant Ikarus gebruikte chassis van ZiL.

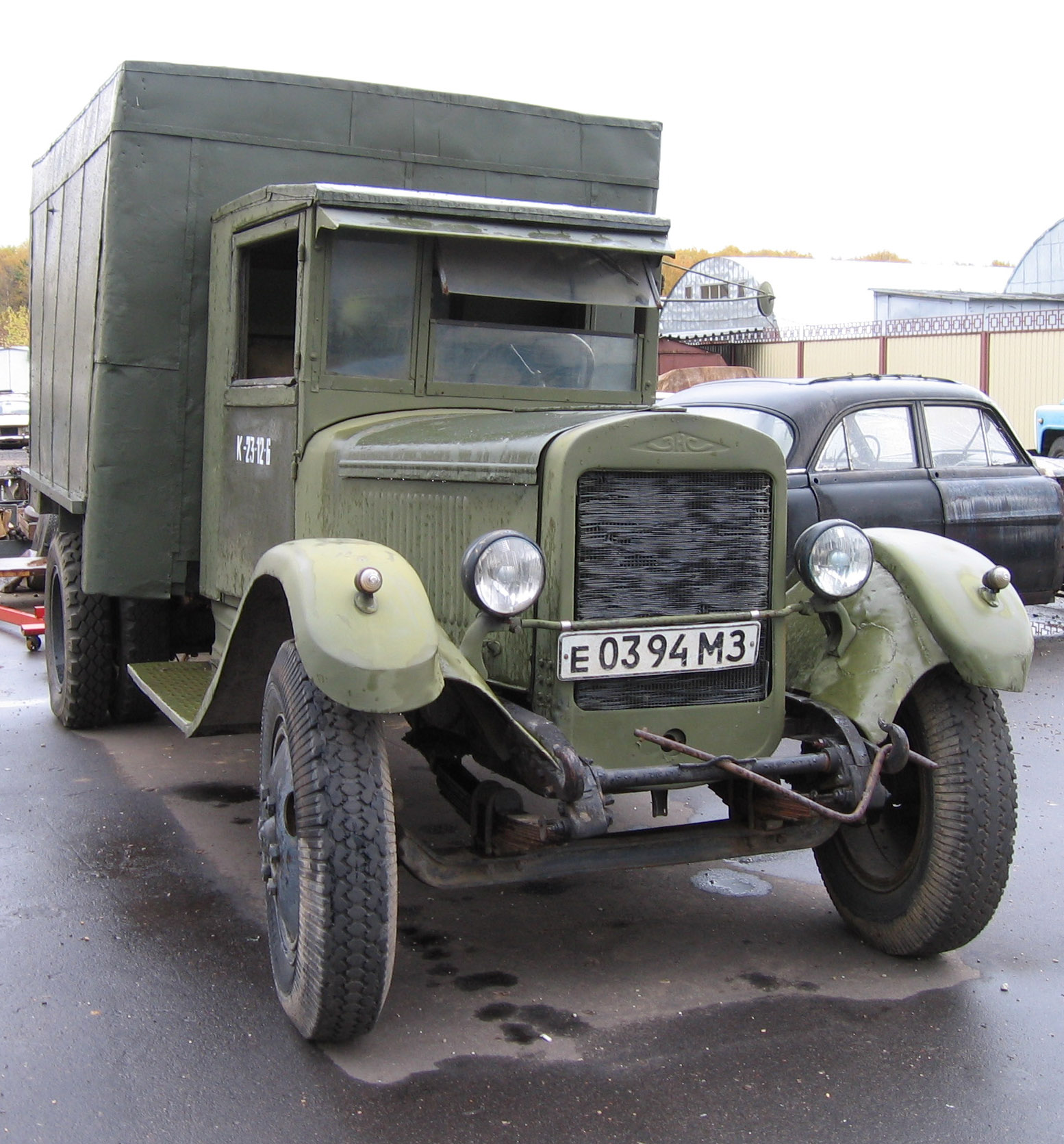
ZIS-5
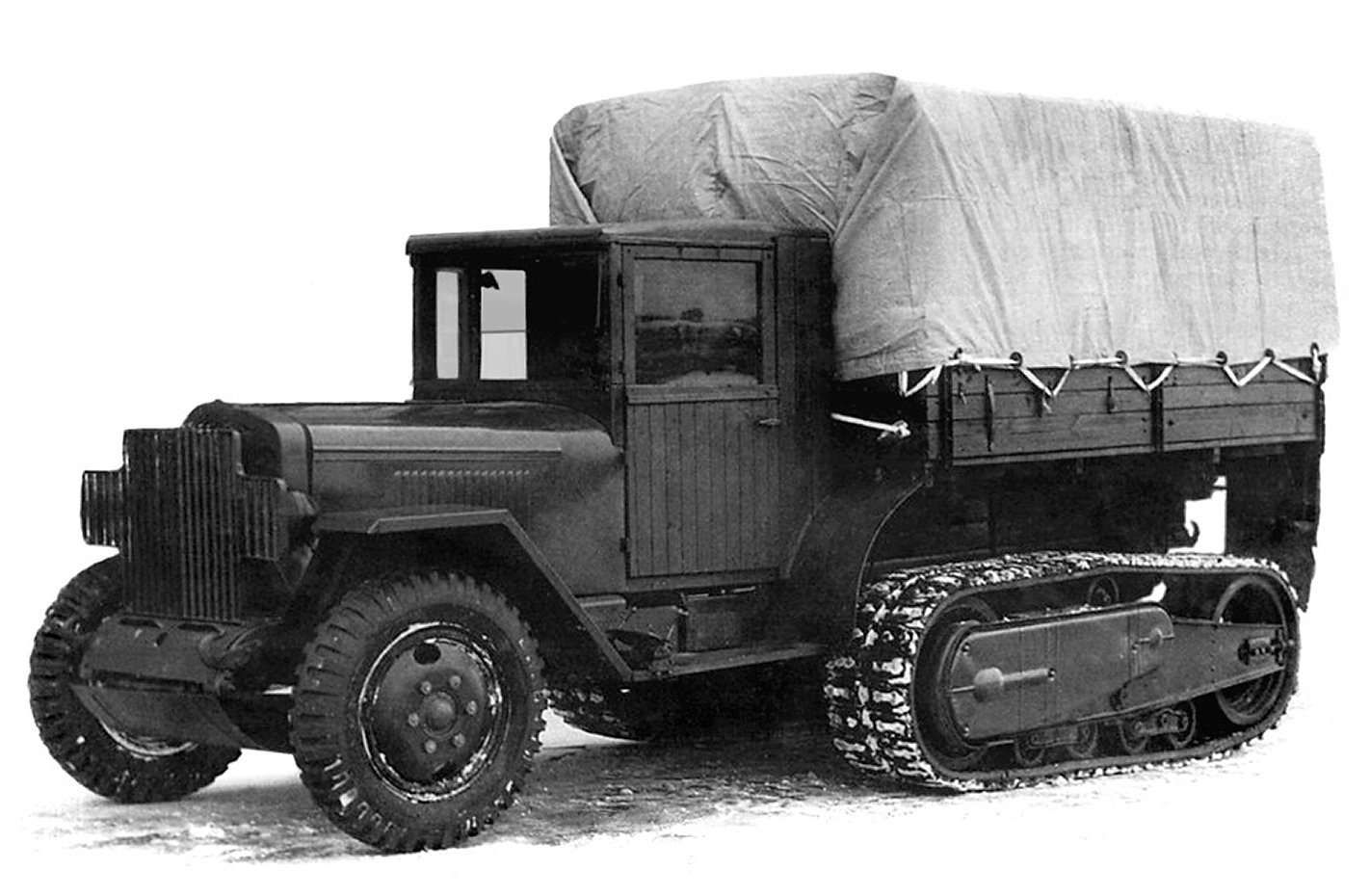
ZIS-42M
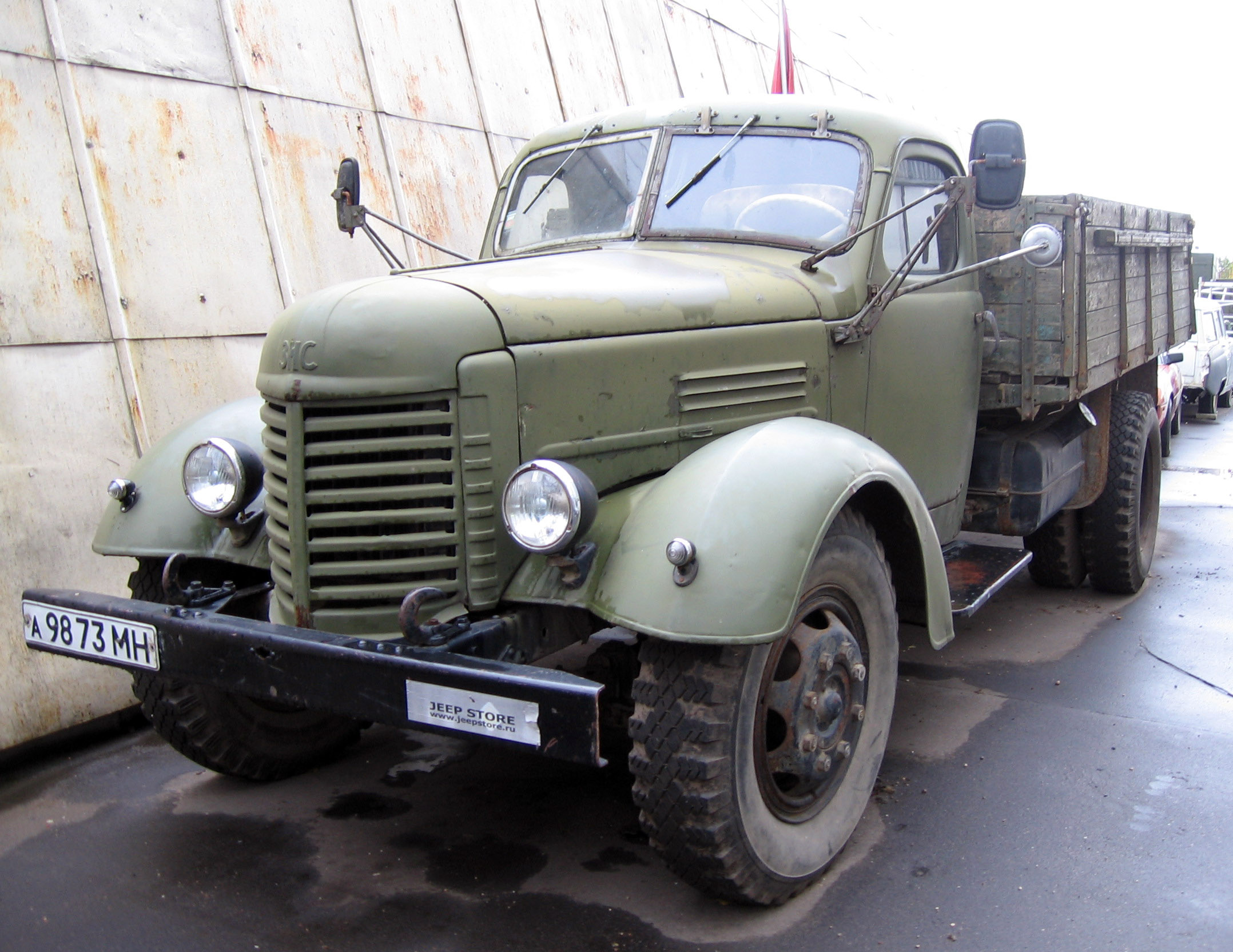
ZIS-150
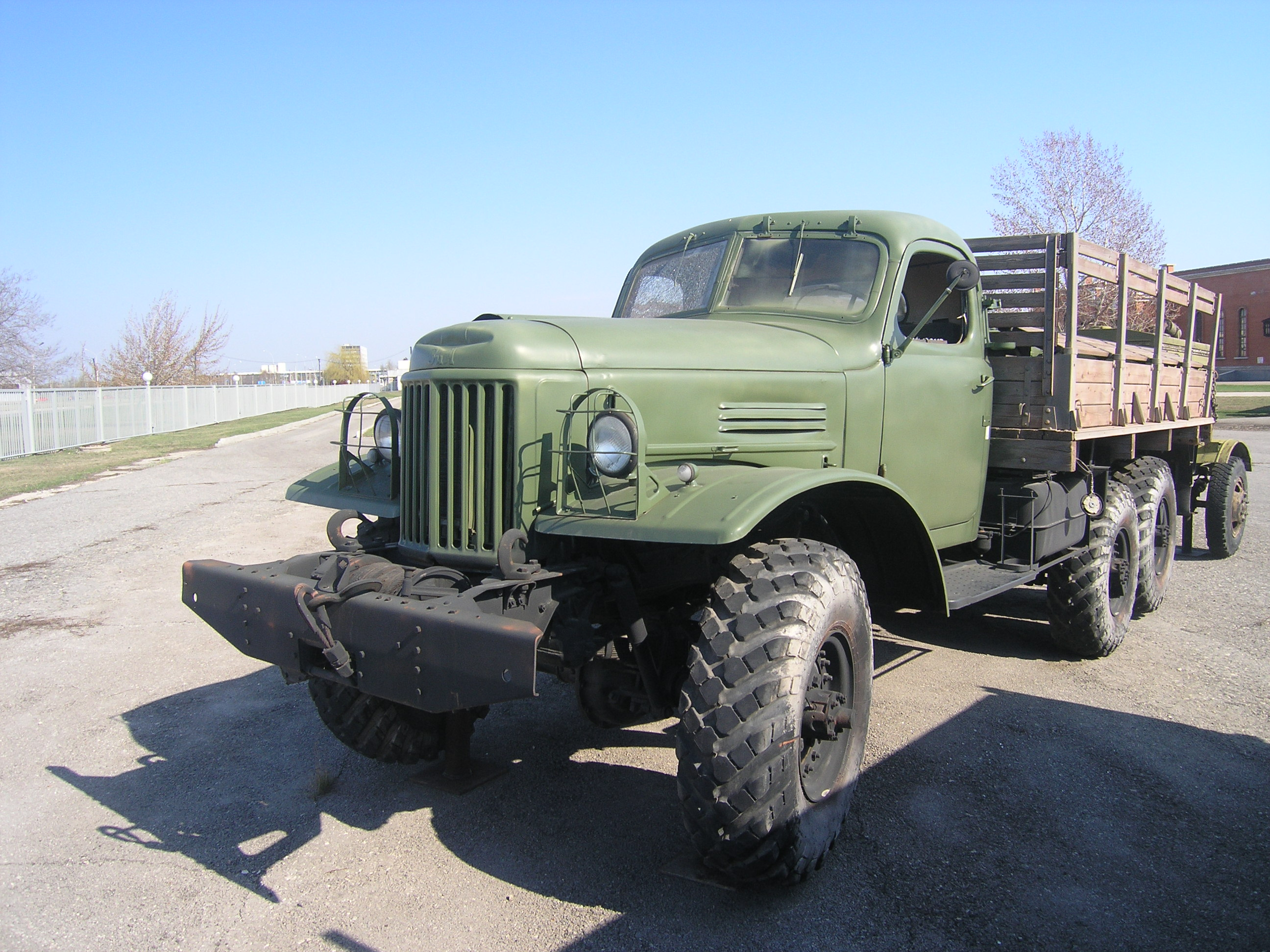
ZIL-157
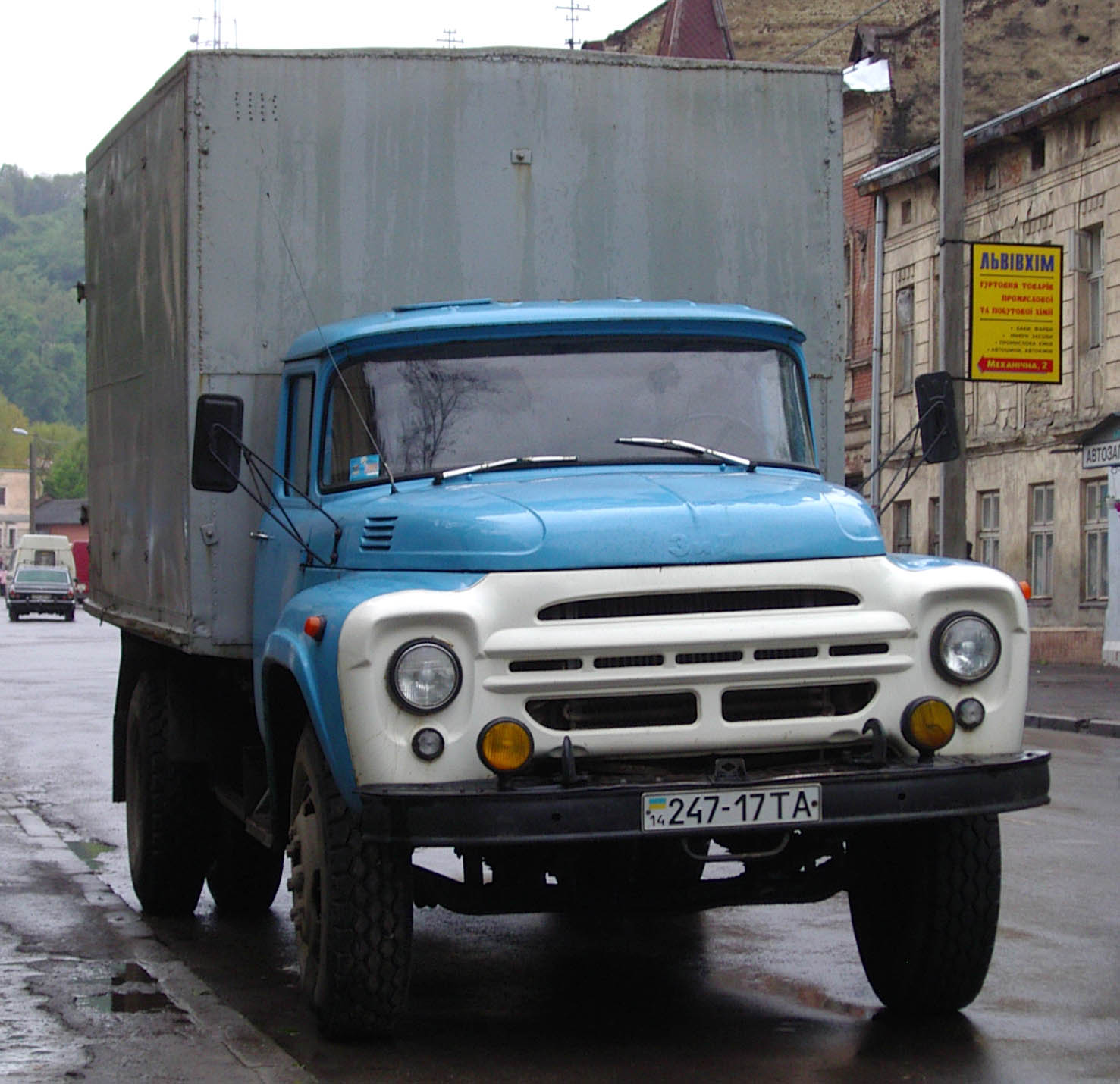
ZIL-130
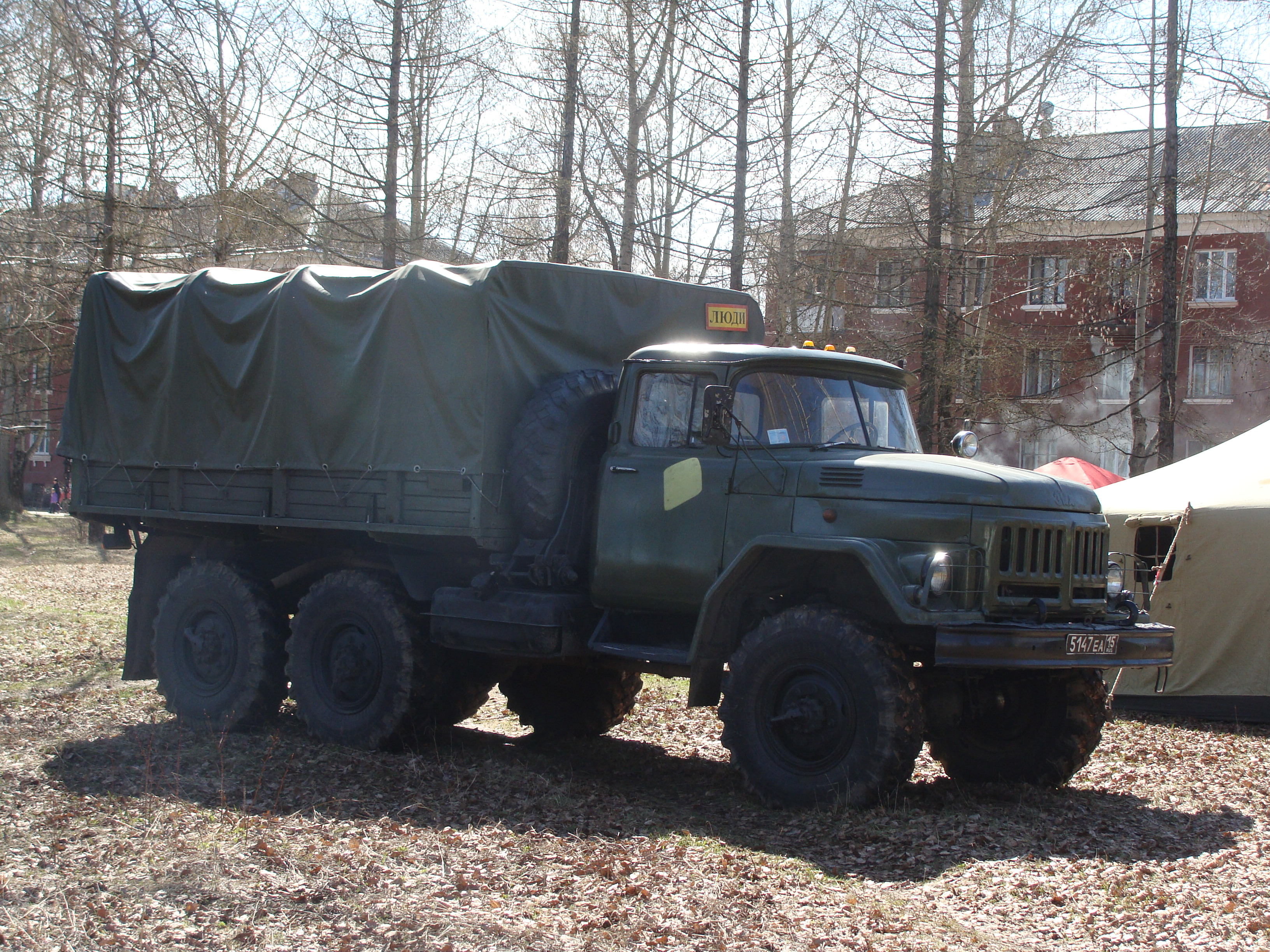
ZIL-131
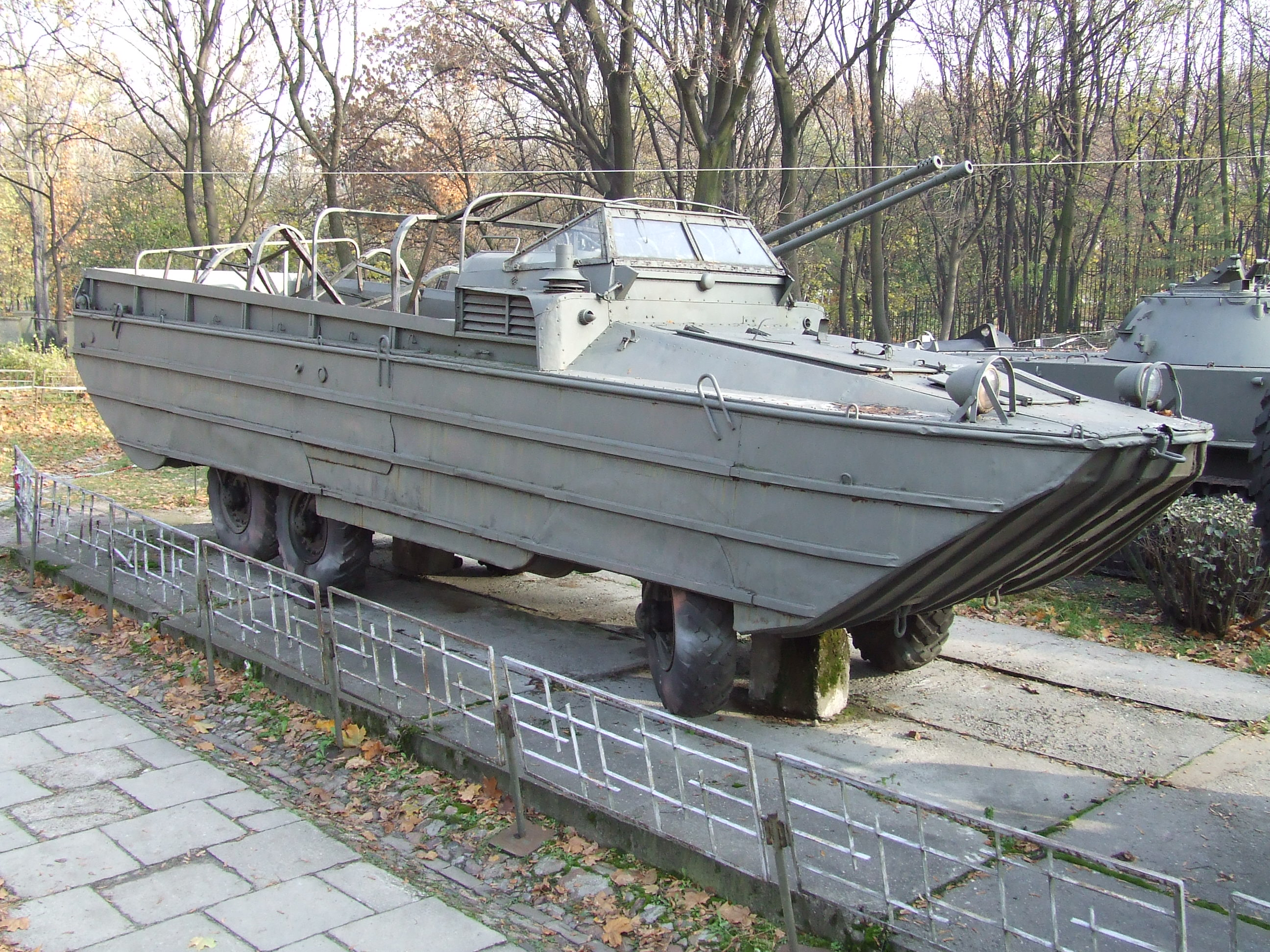
ZIL-485 BAV
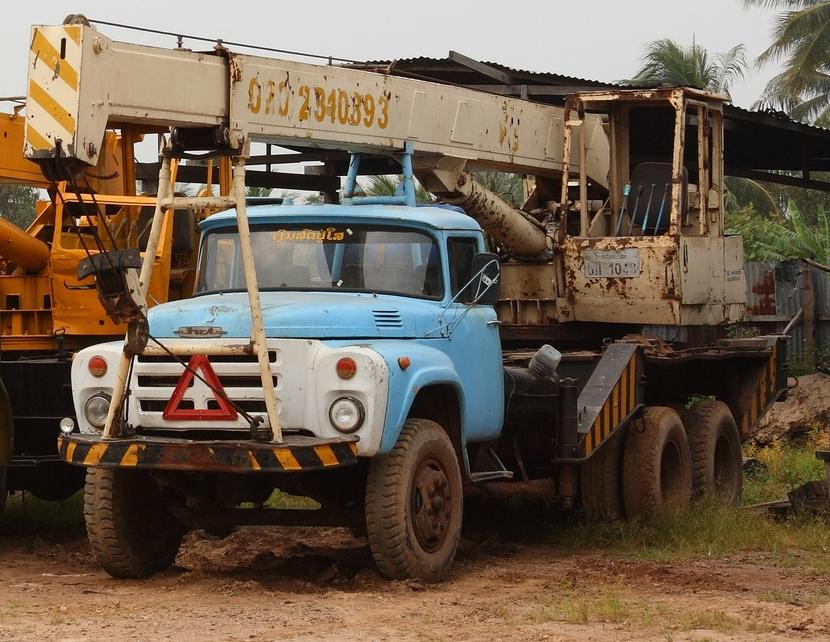
ZIL-133
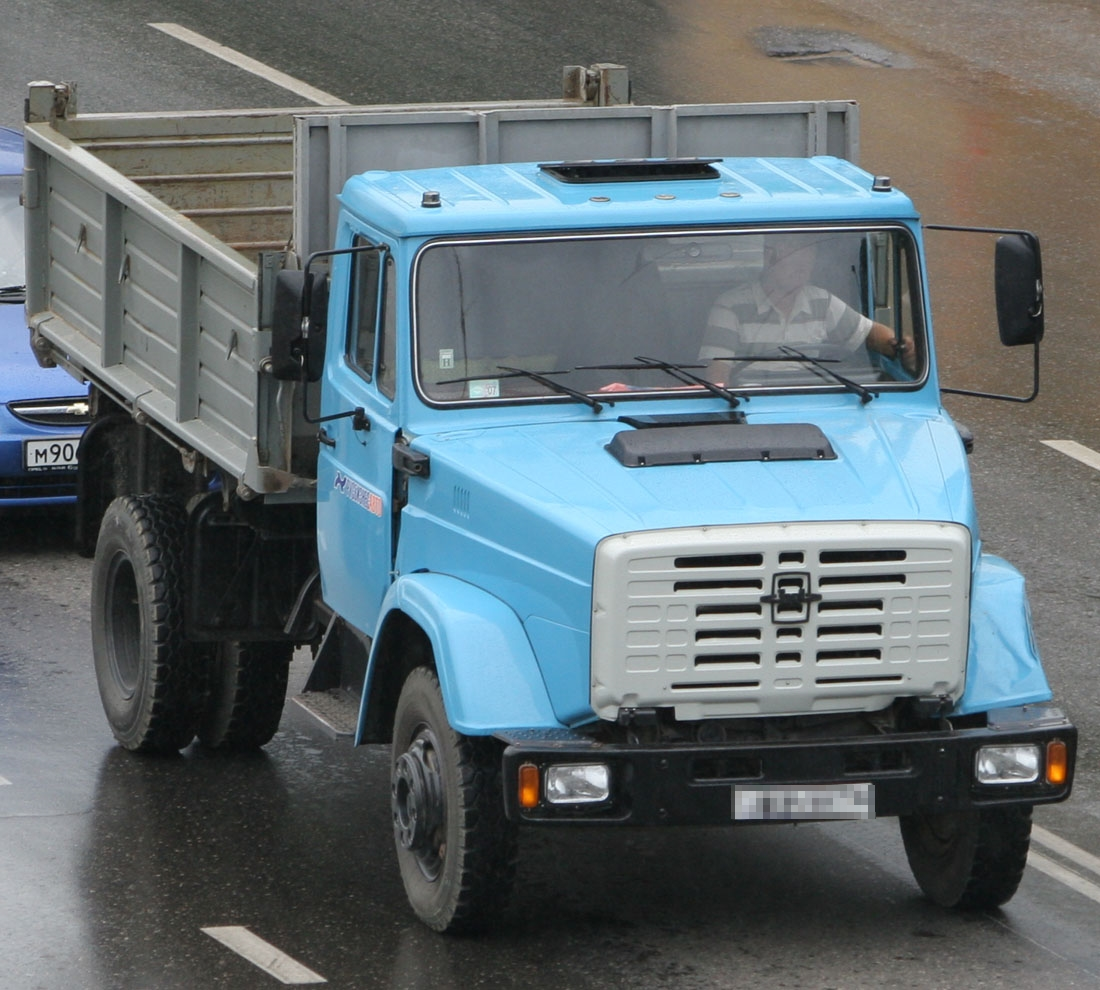
ZIL-4331
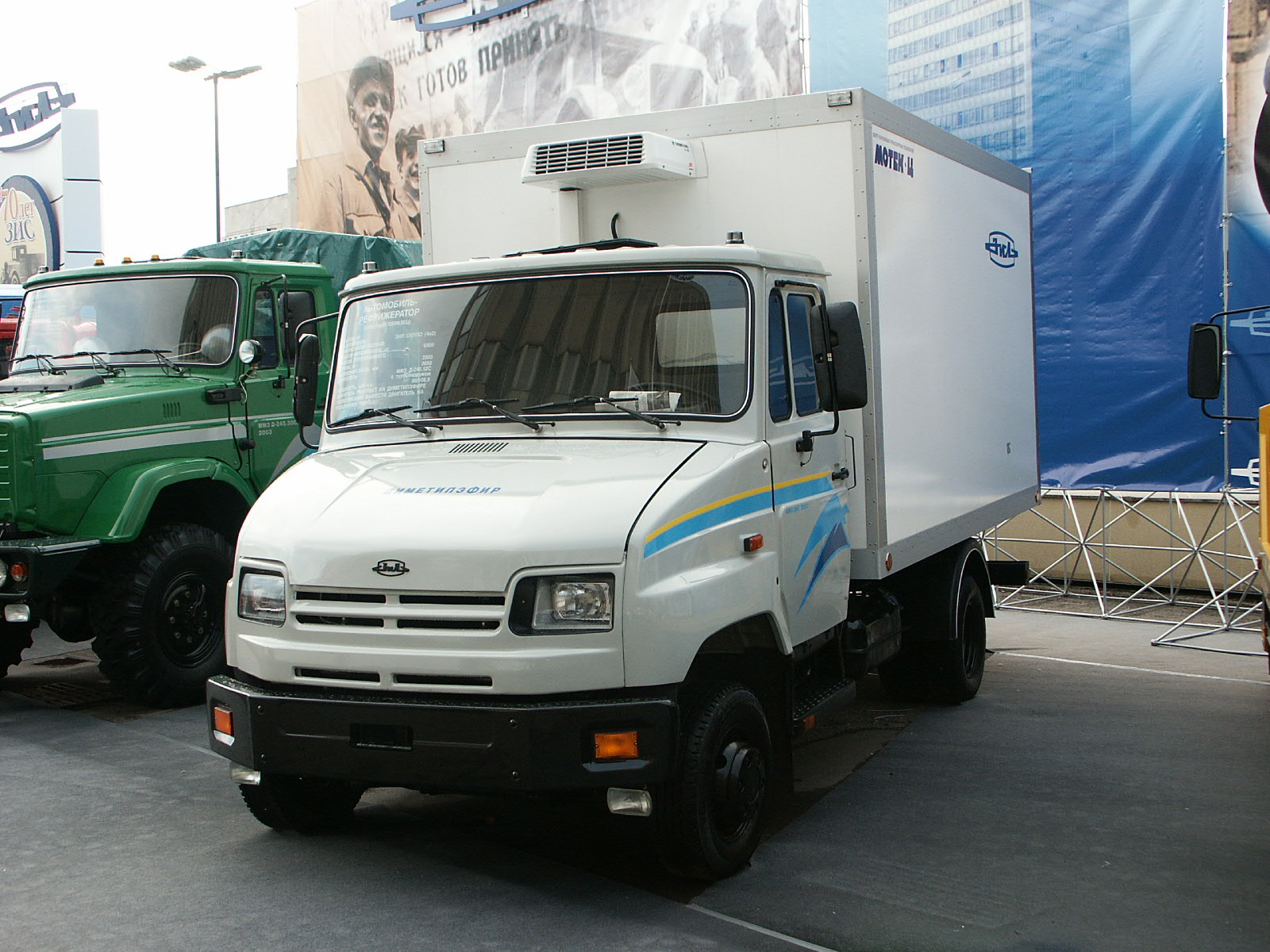
ZIL-5301 "Bychok"

- ZIS-8
- ZIS-127
- ZIS-154
- ZIL-158

### Limousines
Er was ook een aparte divisie voor de productie van grote representatieve limousines. In het Sovjettijdperk werden ze exclusief gebouwd voor de elite van de staat. Op 18 januari 1937 verliet de eerste in kleine serie gebouwde ZIS-101 de fabriek, een representatieve zevenpersoons auto met achtcilindermotor met deels ingenieuze oplossingen als een dubbele carburateur, gesynchroniseerde versnellingsbak, thermostaatgestuurd koelsysteem, verwarming, autoradio, rembekrachtiging en een afsluitbare kofferruimte. Een jaar na de presentatie werd de sterk op de toenmalige Buick gelijkende auto samen met de GAZ M-1 getoond op de Wereldtentoonstelling van 1937 in Parijs. Op basis van een in de Kirov fabriek ontwikkeld en in 1939 gepresenteerd model verscheen de eveneens met de hand gebouwde open ZIS-102. In die tijd begon ZiS ook met de bouw van sportmodellen op basis van de 101. Zo leverde de V8-motor van de 2 ton zware ZIS Sport een respectabele 103 kW. In 1940 verscheen de gemoderniseerde 101A, voordat met het begin van de Tweede Wereldoorlog de productie van ZiS-auto's voorlopig eindigde. Tijdens de oorlog werden de grote limousines ingezet als taxi en voor ziekenvervoer.
In 1945 begon de bouw van de sinds 1942 ontwikkelde opvolger, de eveneens zevenpersoons ZIS-110. De ontwerpers hadden de opdracht om het uiterlijk te laten lijken op de karakteristieke lijnen van de Packard Super 180 van 1942 maar de auto een eigen gezicht te geven. De ontwerpers moesten zich later verweren tegen het verwijt dat ZIS voor het 110-model Amerikaanse persen had aangekocht. Deze zouden echter in Moskou zijn gemaakt. De ZIS-110 was de eerste Russische auto met hydraulische klepstoters. De eerste en tweede versnelling waren gesynchroniseerd. Bijzonderheden waren ook hier de onafhankelijke wielophanging voor en elektrische raambediening.
In zeer kleine oplage verschenen ook cabriolet-varianten (ZIS-110V) en bijzondere uitvoeringen, daaronder de 110A voor ziekenvervoer. Ook de 110 diende periodiek als taxi. Afgeleid van het 110-basismodel was onder andere de prototype-coupé ZIS-112 (later zelfs met kunststof carrosserie) met een tot 220 kW opgevoerde V8, die een topsnelheid van 260 km/h mogelijk maakte.
In 1958 presenteerde de naar de voormalige bedrijfsleider Lichatsjov hernoemde fabriek het prototype ZIL-111. De productie van de nog krachtiger geworden limousine begon het jaar daarop. Naast vier carburateurs en panoramische voorruit zijn vooral de automatische versnellingsbak, rem- en stuurbekrachtiging opvallend. Ook van dit model was er een cabrio-variant (ZIL-111V met automatisch opklapbaar dak) evenals een ZIL-111A met airconditioning (1959). Uiterlijk leek ook deze wagen op de Amerikaanse Packard. Net als zijn voorganger werd hij aangedreven door een 6-litermotor. De uiterlijk sterk herziene versie 111 G ging in 1963 in productie, de technische gegevens bleven grotendeels gelijk.
In 1968 volgde de ZIL-114 met 7-litermotor. Voor het eerst werd daarmee de magische 300 pk-grens (SAE) bereikt. Langer en lager dan zijn voorgangers, was hij met automatische versnellingsbak, schijfremmen, stuurbekrachtiging, centrale deurvergrendeling, verstelbaar stuurwiel en elektronische ontsteking uitgerust. De V8-motor bracht de ongeveer 3 ton zware wagen in 13,5 seconde van 0 naar 100 km/h. Eveneens rond de 200 km/h bereikte de vanaf 1971 geproduceerde ZIL-117. De parallel aan de 114 gebouwde maar iets kleinere auto was met dezelfde V8-motor en bijna dezelfde componenten (bijvoorbeeld de starre achteras) uitgerust. In zeer kleine oplage werden opnieuw bijzondere uitvoeringen gemaakt, daaronder de tweedeurs cabriolet ZIL-115K.
In feite het laatste model van ZIL is de ZIL-4104, waarvan de productie in november 1978 begon. Oorspronkelijk zou de opvolger van de 114 als ZIL-115 worden aangeduid maar overeenkomstig het nieuwe autonummeringssysteem van Rusland kreeg de uiterlijk zeer op zijn voorganger gelijkende wagen de aanduiding 4104 . Bij dit model werd in de basis op de componenten van de 117 teruggegrepen. Net als zijn voorganger beschikt de vierdeurs limousine over 7 zitplaatsen, 2 daarvan als klapstoelen. Tussen de bestuurderscabine en het achterste compartiment was een glazen ruit geplaatst en de auto beschikte standaard over airconditioning. Veel aandacht was besteed aan schok- en geluiddemping. De 6339 mm lange 4104 werd door een nog krachtiger 7,7-litermotor aangedreven: 232 kW (315 pk) verbruikte de V8 gemiddeld 22 liter superbenzine per 100 km. In nog kleinere oplage dan de sedan werd de open variant ZIL-41043 gebouwd, die werd voorgesteld tijdens een parade op het Rode Plein in Moskou.
De carrosserie werd in 1985 in details gewijzigd en in de jaren 90 verscheen een nogmaals in details verbeterde versie met de nieuwe aanduiding ZIL-41041 voor de uitvoering met normale wielbasis en ZIL-41047 voor de verlengde uitvoering. De exportprijs voor een ZIL-41047 bedroeg medio jaren 90 ca. 250.000 Amerikaanse dollar. De auto werd na het einde van de Sovjet-Unie alleen nog op aanvraag geproduceerd, was echter technisch sinds 1985 niet meer doorontwikkeld. De motor was tot het einde met carburateurs uitgerust. In 2002 eindigde de productie omdat er geen opdrachten meer kwamen, op de website van de fabrikant werd de wagen echter nog jarenlang aangeboden. In 2010 werden nog eenmaal 3 open wagens gemaakt voor deelname aan parades op de Dag van de Overwinning.
In 2012 werd een prototype van een nogmaals gemoderniseerd model voorgesteld, de ZIL-4112R, tot opdrachten van de Russische regering kwam het echter niet. President Vladimir Poetin zou zich bij een bezichtiging negatief hebben uitgelaten over het nieuwe model, dat uiterlijk nog duidelijk op het oorspronkelijke model uit de jaren 70 was gebaseerd.
De Lichatsjov-fabriek bleef daarom vooral een vrachtwagen- en bussenfabrikant, de productie van personenauto's bereikte een zeer geringe oplage. De modellen 114/117 stonden nog wel aan de basis van een in kleine aantallen geproduceerde luxueuze minibus ZIL-118 met 18 zitplaatsen. Talrijke onderdelen stammen van de grote limousines. De 118 kreeg een facelift in de jaren 80 en zo ontstond de ZIL-3207. De productie werd in 1994 stopgezet na een totale productie (118 en 3207) van slechts 86 stuks.

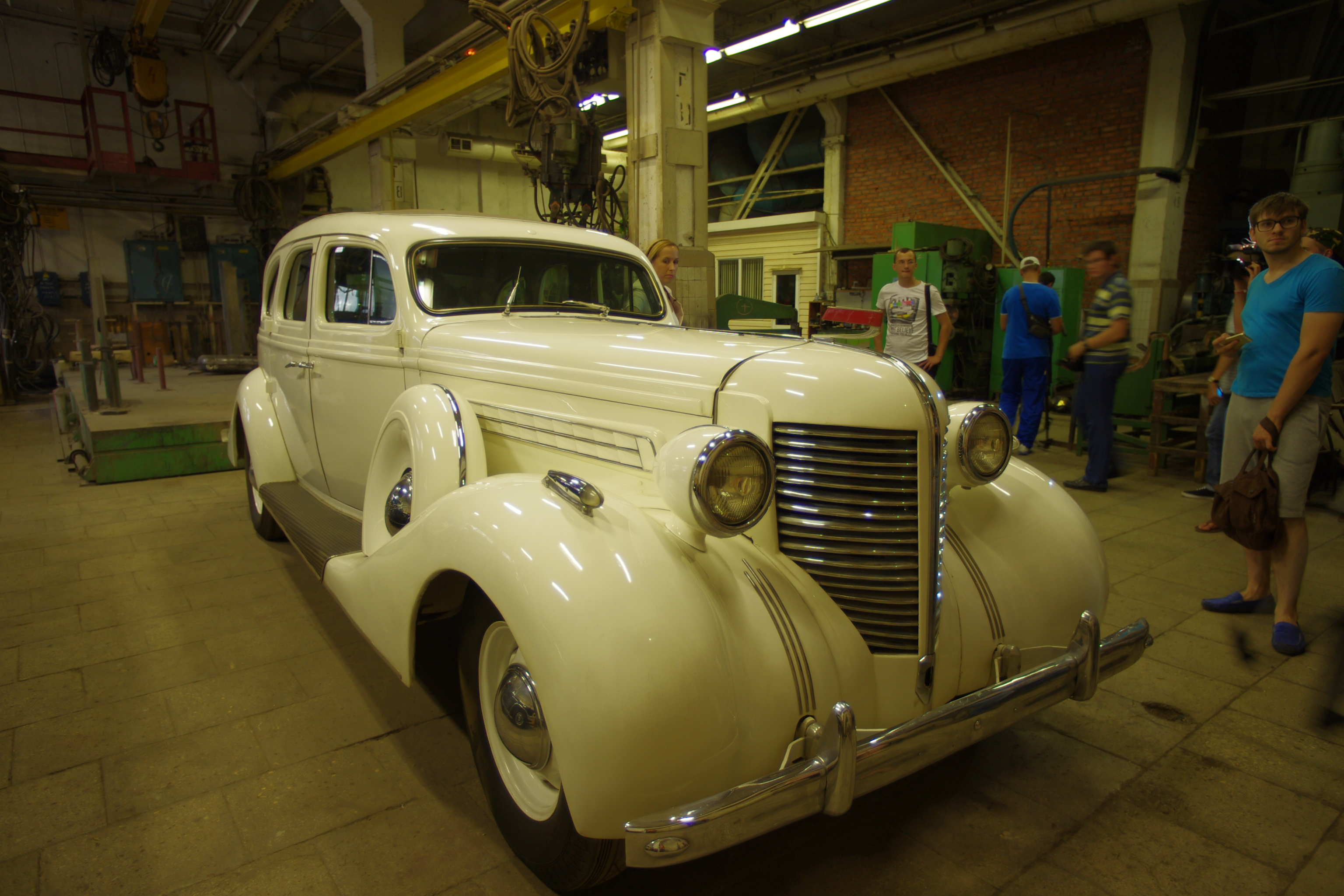
ZIS-101
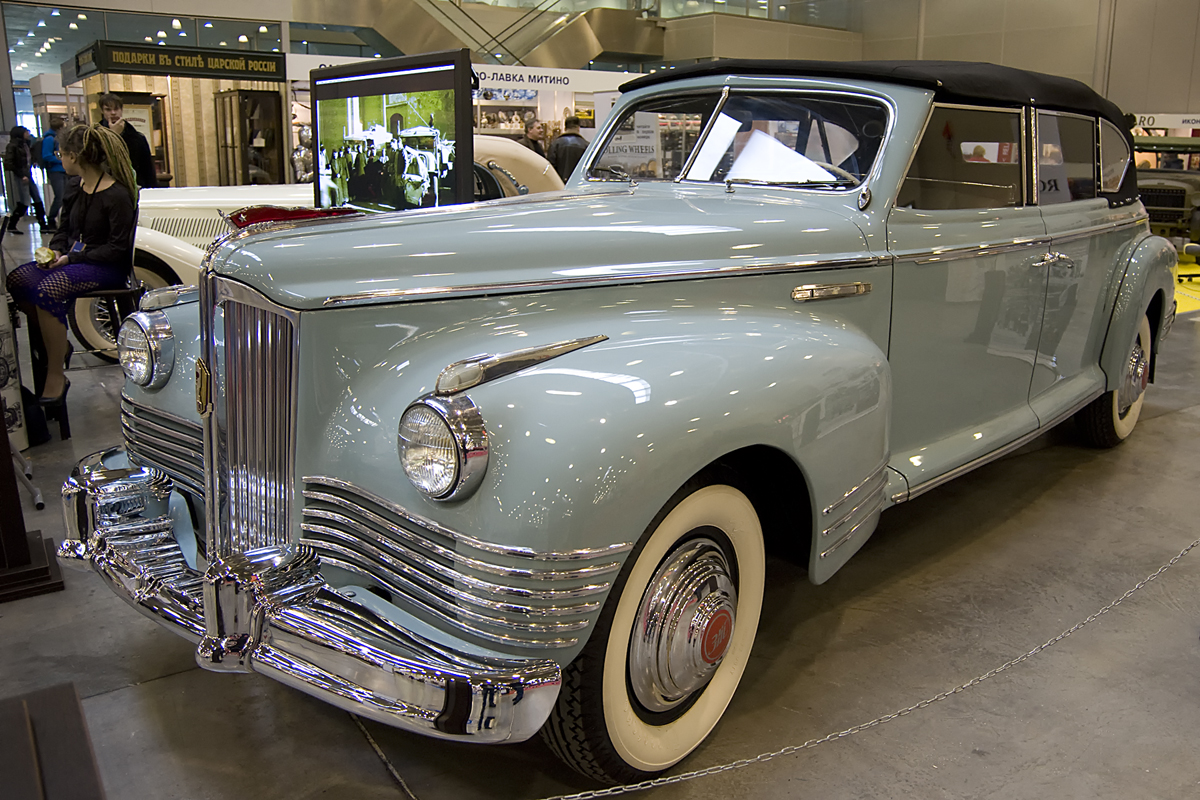
ZIS-110
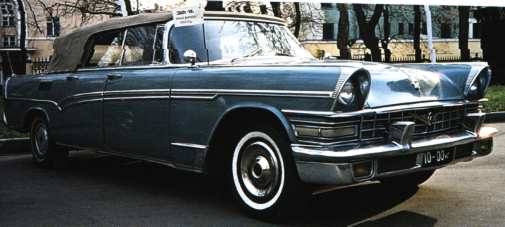
ZIL-111V
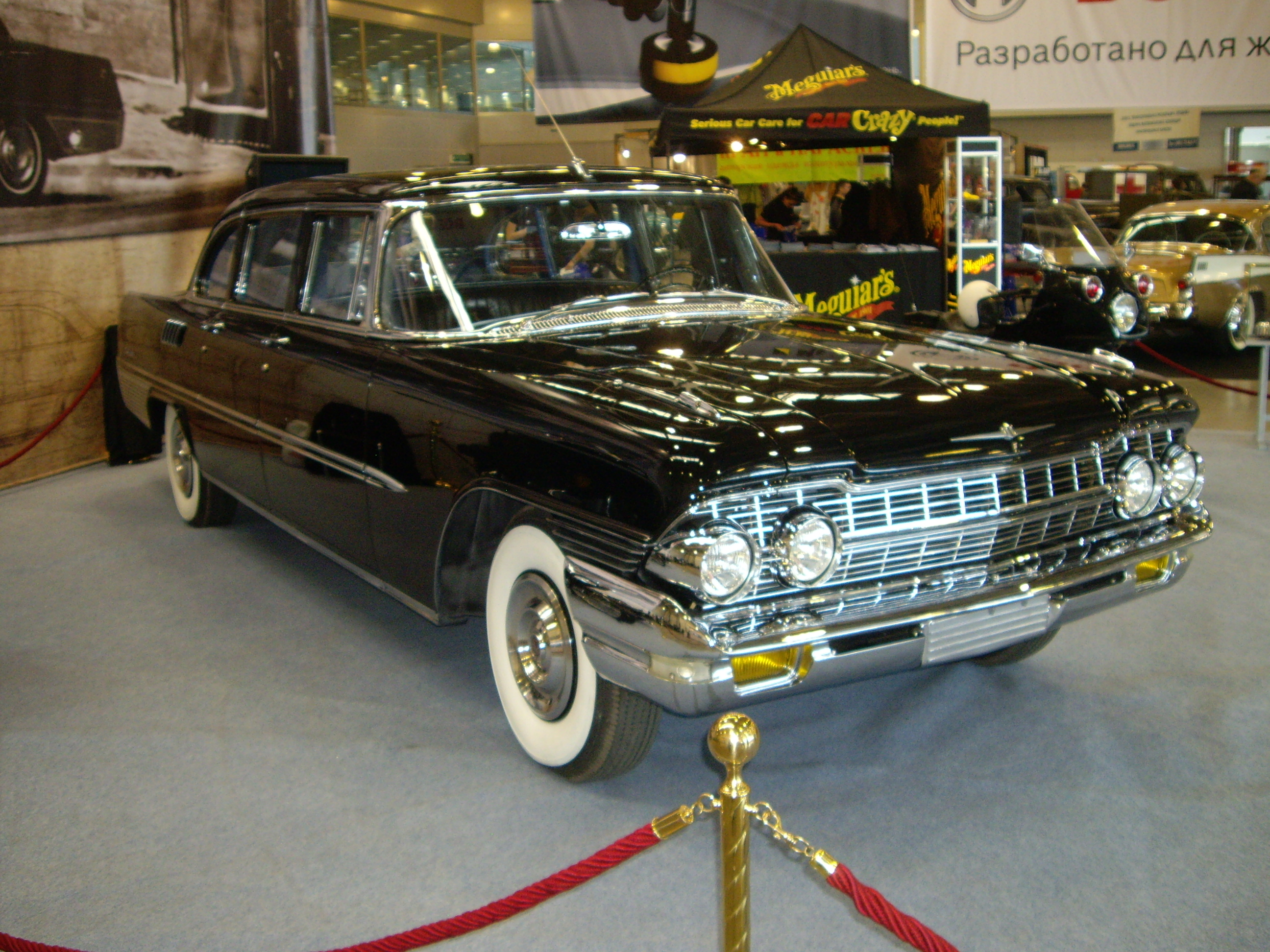
ZIL-111G
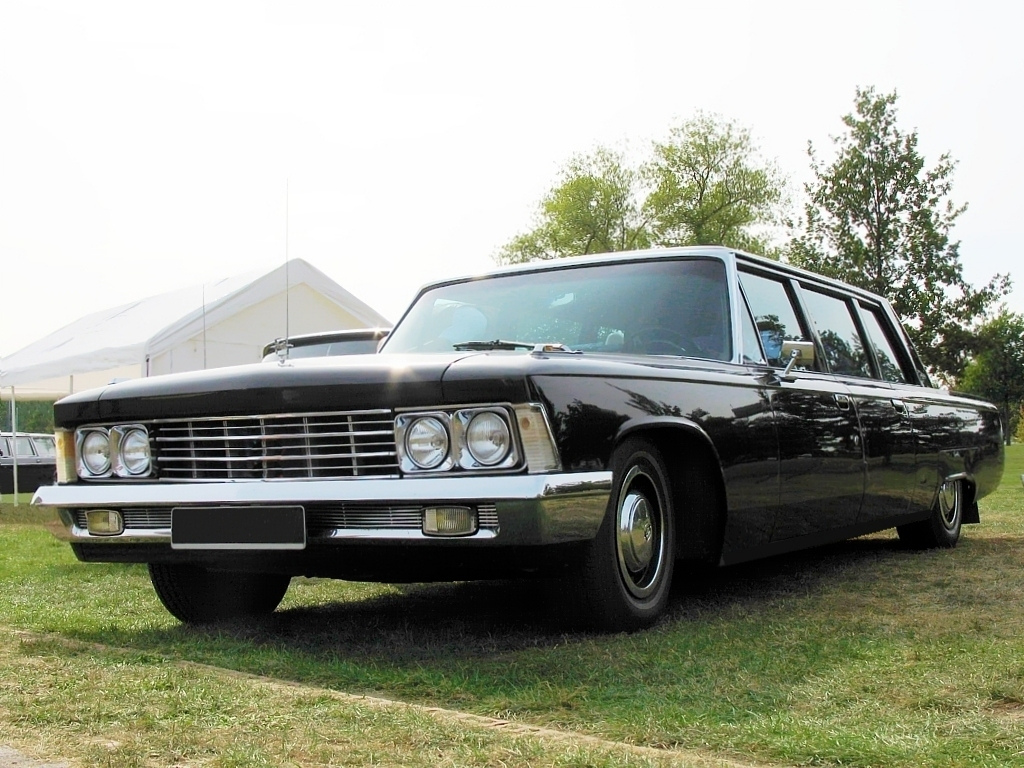
ZIL-114
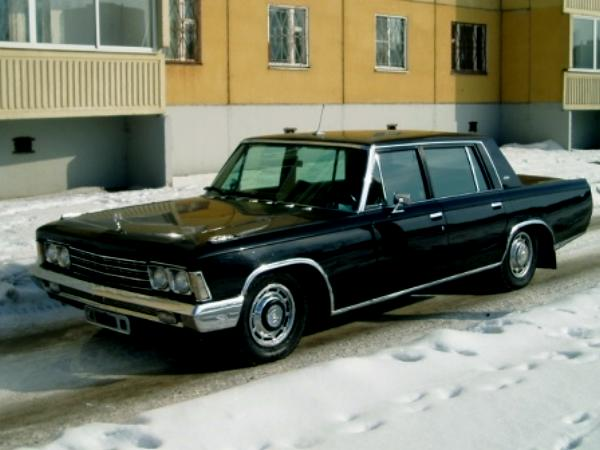
ZIL-117
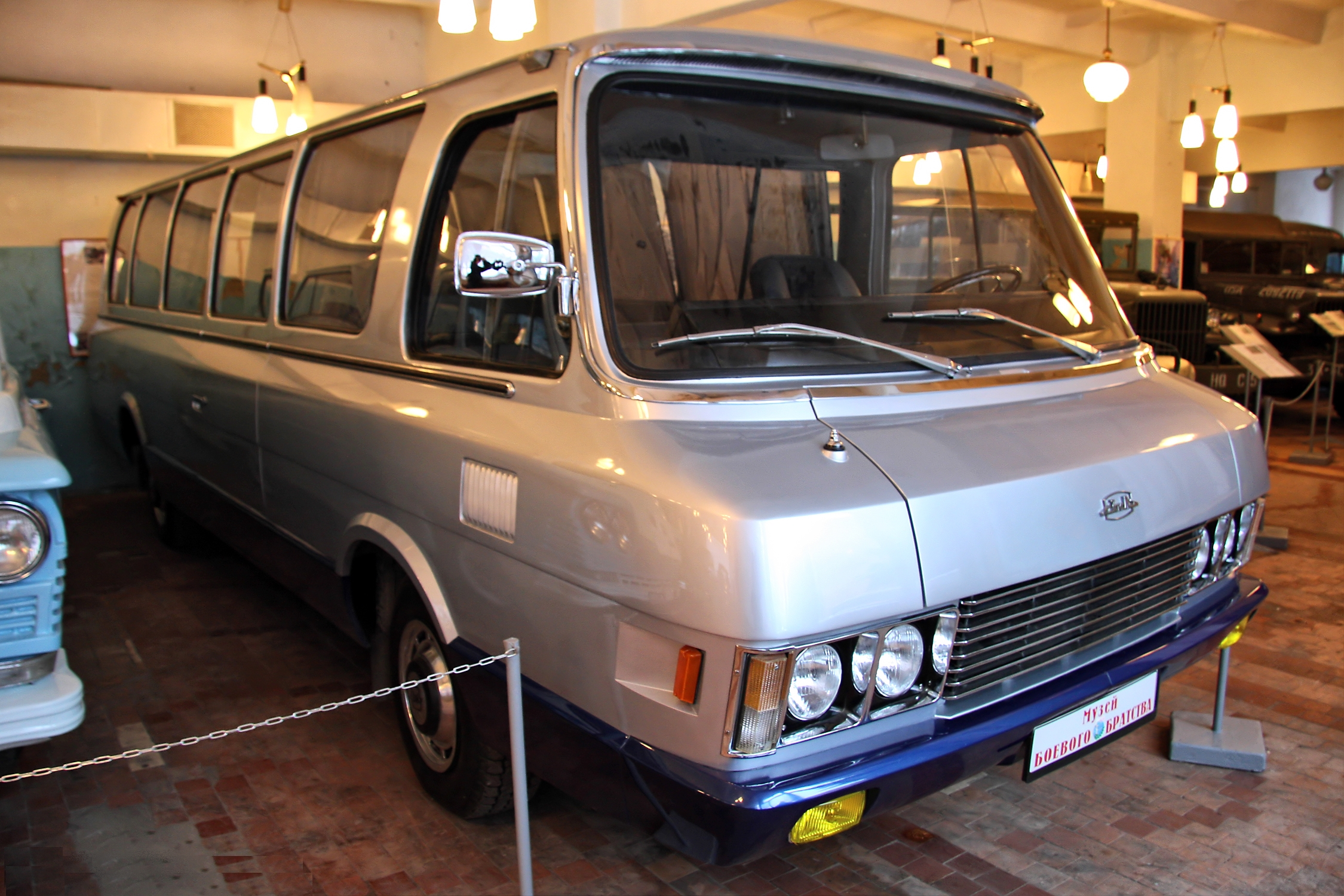
ZIL-118
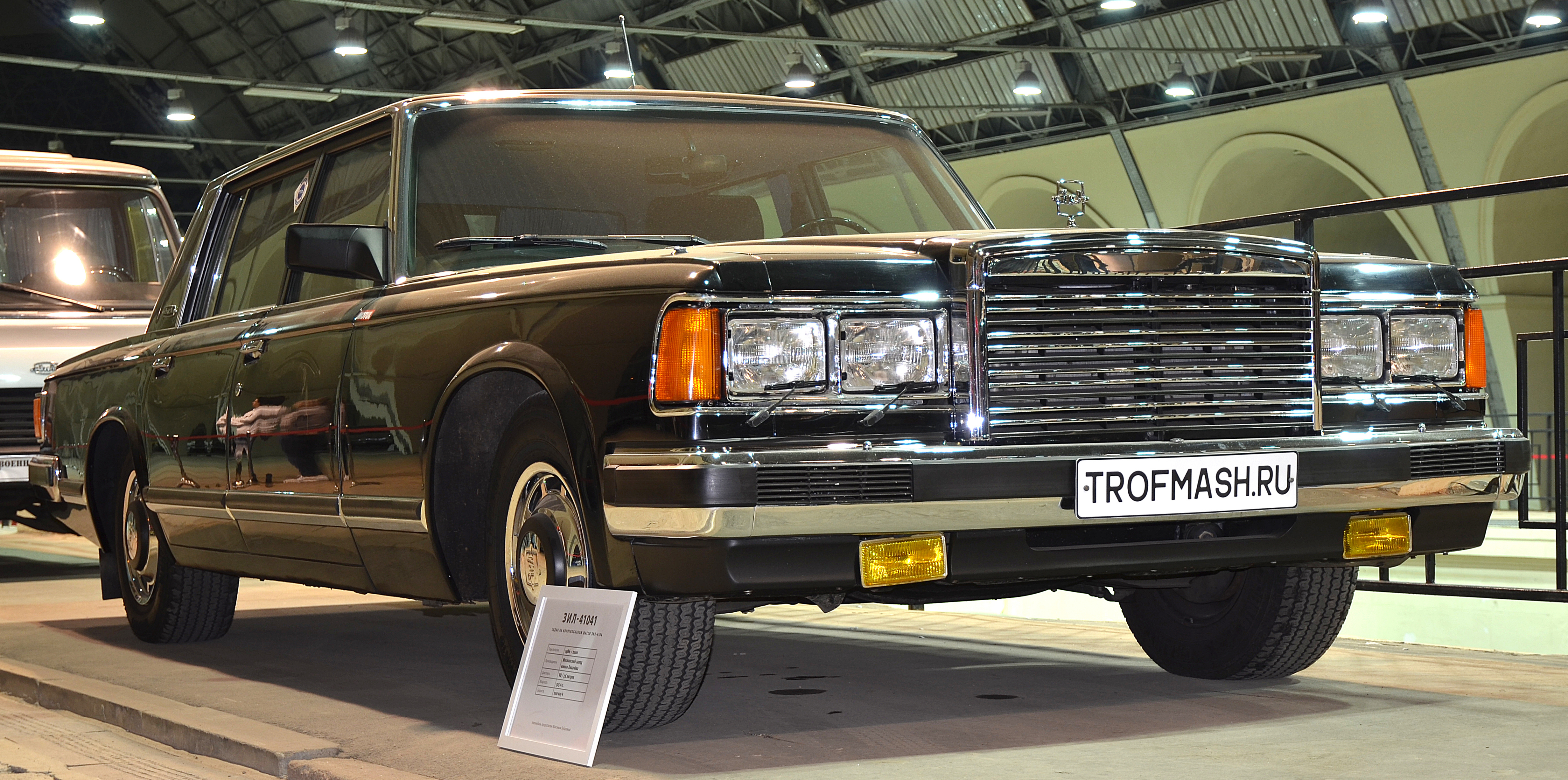
ZIL-41041
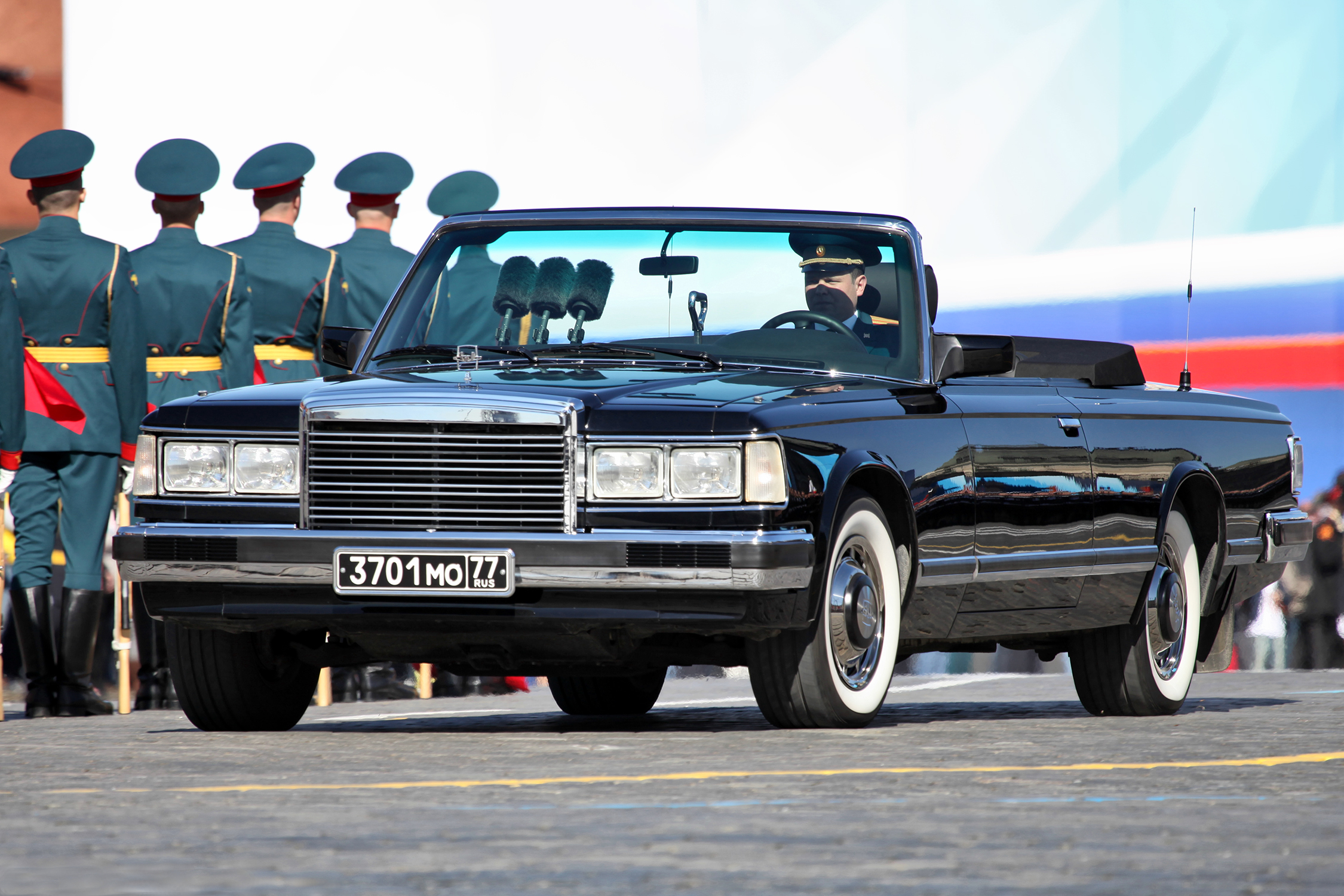
ZIL-41044
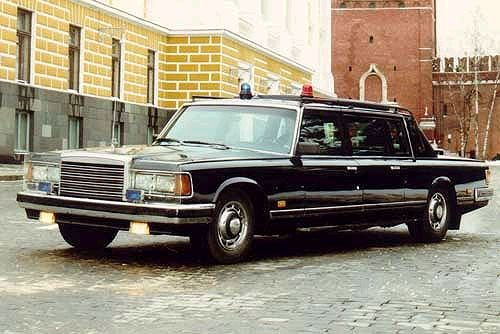
ZIL-41047
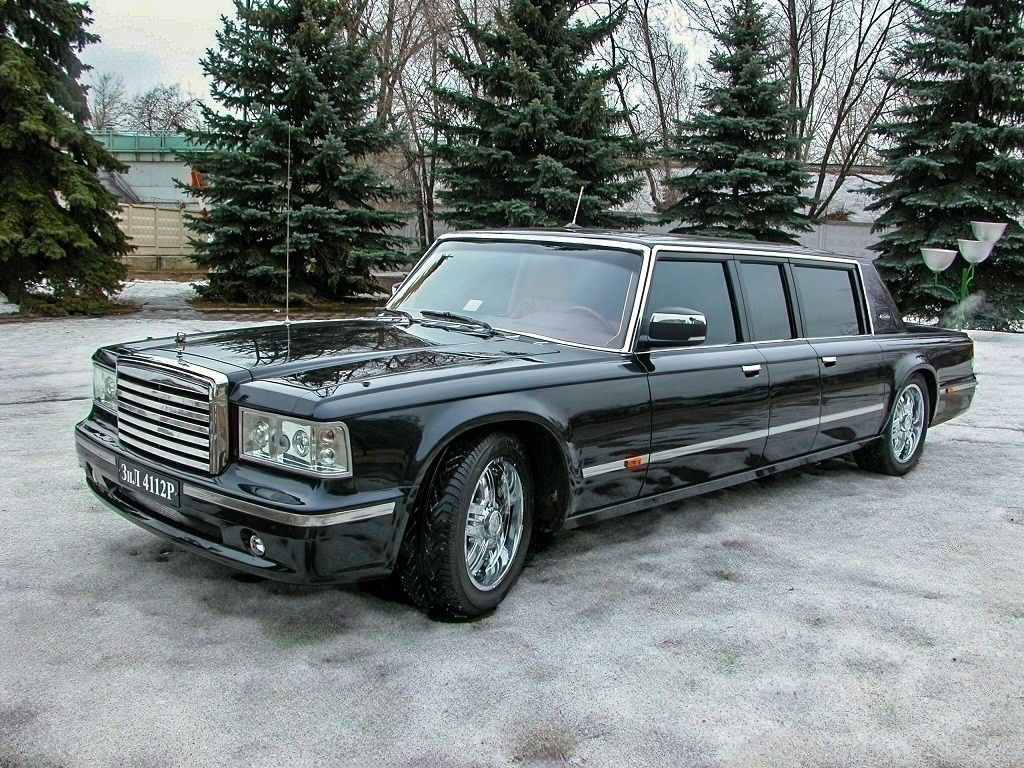
ZIL-4112R

### Andere voertuigen
Een van de opmerkelijkste modellen was de Zil 29061 (ongeveer 20 gebouwd tussen 1981 en 1983), een door schroeven aangedreven amfibievoertuig geschikt voor alle terreinen en bedoeld om neergekomen kosmonauten op te halen, die vaak in zeer onherbergzame gebieden landden.

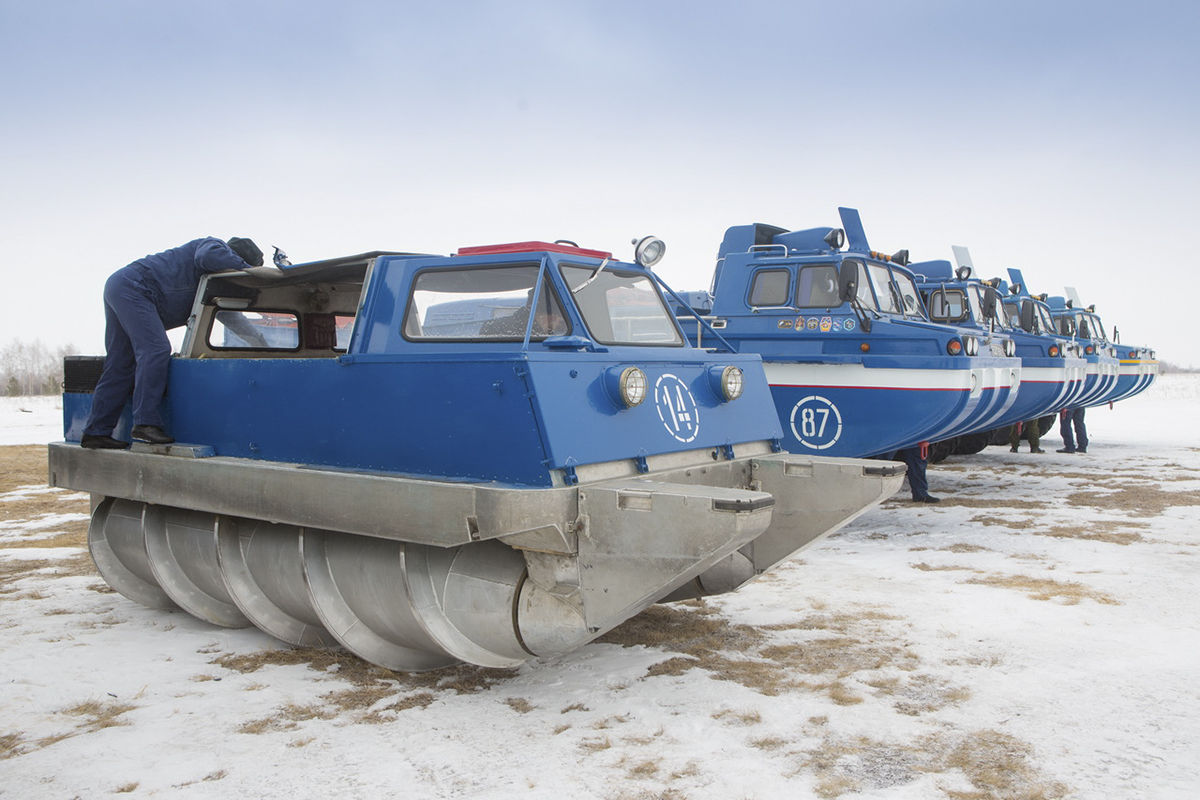
ZIL-29061
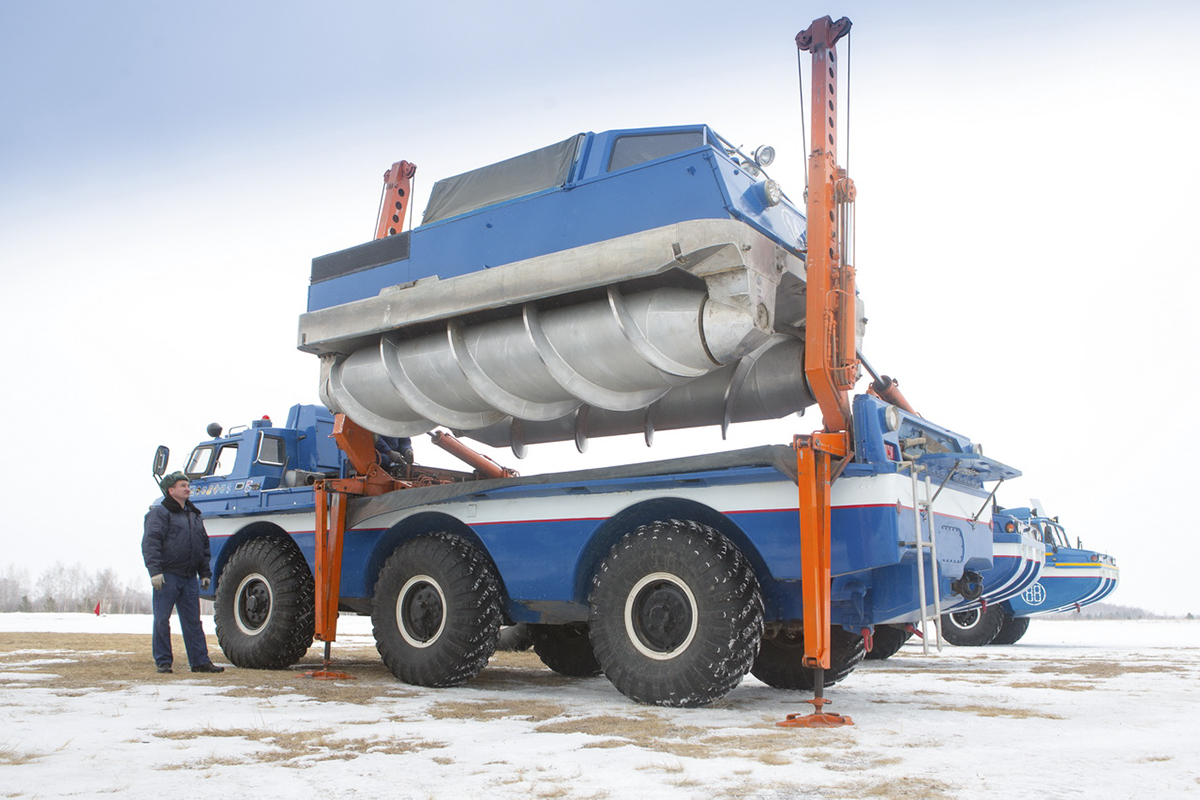
ZIL-29061 wordt afgeladen van een ZIL-4906
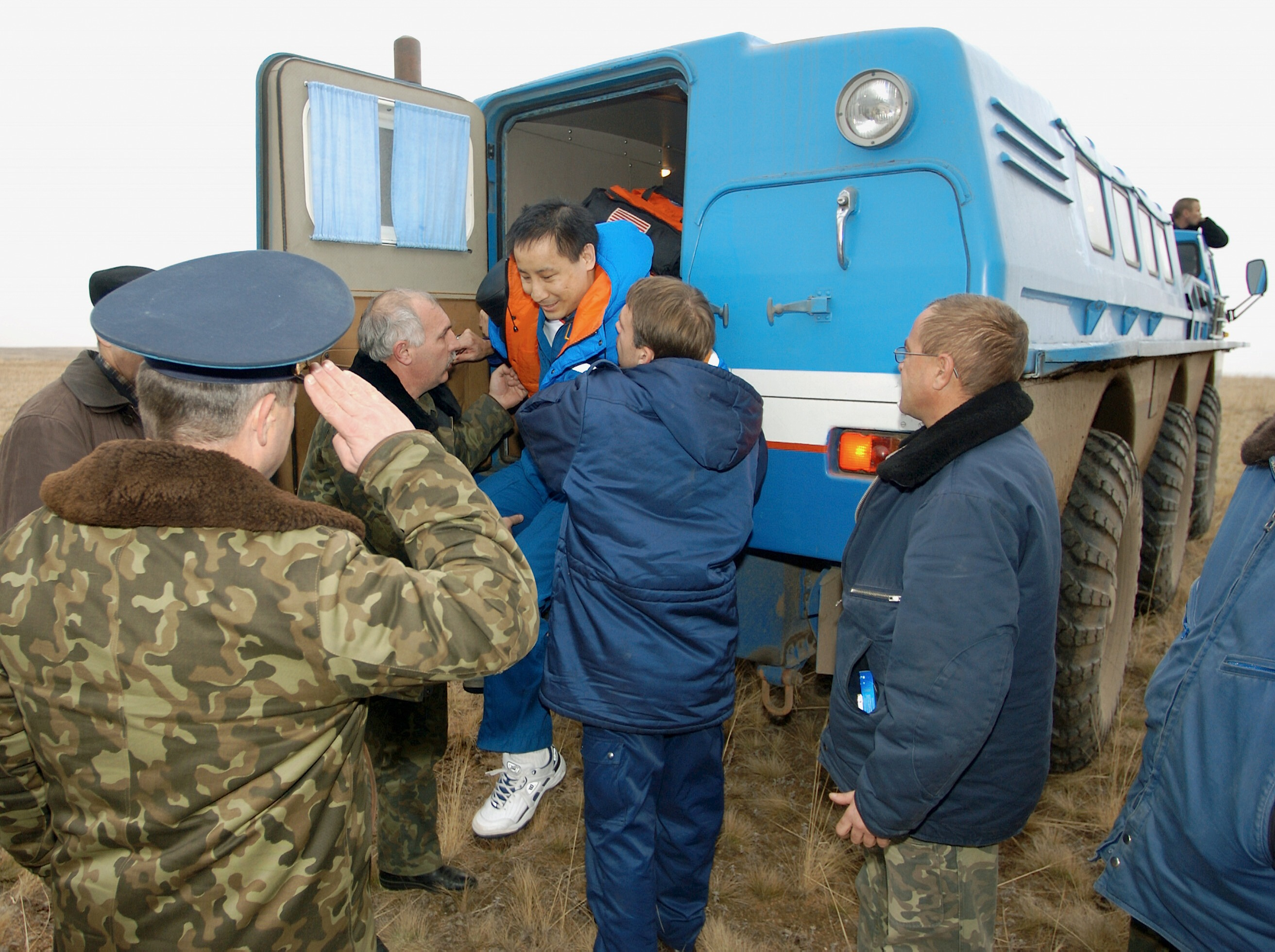
ZIL-41069